# Военно-морские силы Королевства Гавайи
Королевство Гавайи — существовавшее в XIX веке островное государство в Тихом океане. В ходе 15-летней войны были объединены все близлежащие острова и в 1810 году образовано Королевство Гавайских островов. На момент создания у этого государства не было флота кроме традиционных кораблей проа.

## Создание морских сил
В 1816 г в Англии был куплен первый парусный бриг, в 1820 году еще один быстроходный бриг для использования в качестве королевской яхты, но возможно речь идет об одном и том же судне. В 1837 г был куплен барк, который получил артиллерийское вооружение уже на островах. В 1848 году была закуплена 120-тонная французская шхуна. Но эти корабли могли использоваться только для грузоперевозок и частично для борьбы с контрабандистами. В 1873 - 74 гг ряд волнений привел к тому, что армия и флот были расформированы.
Только в 1887 г король Гавайев купил паровую канонерскую лодку (точнее переоборудованный грузопассажирский пароход) для своего вновь создаваемого флота. Корабль постройки 1871 года довооружили, после чего он стал по сути единственным настоящим боевым кораблём флота. Но после года достаточно активной службы, её продали частной фирме, где она в разном качестве использовалась до 1910 г.

## Участие в боевых действиях
Очередное вторжение на острова состоялось в августе 1849 г. Французский отряд кораблей прибыл в Гонолулу 12 августа и 22 числа выдвинул ряд требований к королю, которые были отвергнуты. 25 августа отряд морских пехотинцев высадились и захватили форт, а также королевскую яхту, которую увели на о. Таити. Инцидент посчитали исчерпанным и 11 сентября французы ушли с острова.

## Список кораблей в период 1816-1897 гг.
| Имя               | Годы службы      | Тип                       | Вооружение                            | Примечания |                  |
| Парусные корабли  | Парусные корабли | Парусные корабли          | Парусные корабли                      | Парусные корабли | Парусные корабли |
| ----------------- | ---------------- | ------------------------- | ------------------------------------- | --- | ---------------- |
| Кахуману          | 1816-18??        | Бриг                      | ?                                     | Бывший французский капер , был куплен в Англии в 1816 г.                                                                                   |                  |
| Хаахео о Хавайи   | 1820-1824        | Бриг                      | ?                                     | Куплен у американца Бенджамина Кроуниншилда Камехамехом II. Использовалась как королевская яхта, разбилась в 1824.                         |                  |
| Кай               | 1837 - 18??      | Барк                      | 14 орудий                             | |                  |
| Камехамеха        | 1848 - 1849      | Шхуна\Королевская яхта    | ?                                     | Куплена во Франции. Захвачена в 1849 г. французами и в 1851 г. включена в состав Французского флота под тем-же названием в качестве голета |                  |
| Канонерская лодка |                  |                           |                                       | |                  |
| Каймилоа          | 12.1886 - 1887   | Паровая канонерская лодка | 4х102 мм орудия, 2 пулемета Гатлинга. | Единственный относительно современный корабль флота. Участвовал в дипломатической миссии на Германское Самоа.                              |                  |
| Пароходы          |                  |                           |                                       | |                  |
| Ликелике          | 1877 - 1897      |                           | нет                                   | Государственный пароход , куплен в 1877 г. Служил грузовым пароходом до 1897 г                                                             |                  |
| Килауеа           | 1877 - 18??      |                           | нет                                   | |                  |

- Возможно Бриг Кахуману и королевская яхта Хаахео о Хавайи - один и тот же корабль.

## Галерея

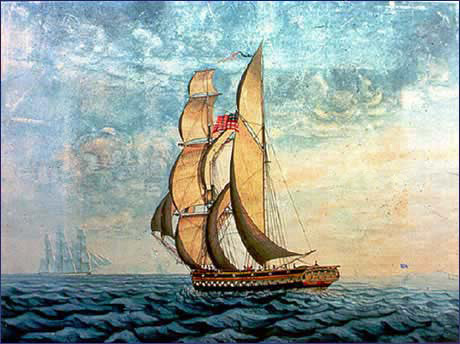
Королевская яхта "Haʻaheo o Hawaiʻi" незадолго до продажи Гавайям
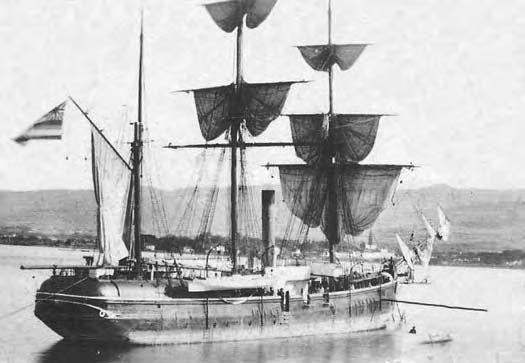
Канонерская лодка Kaimiloa
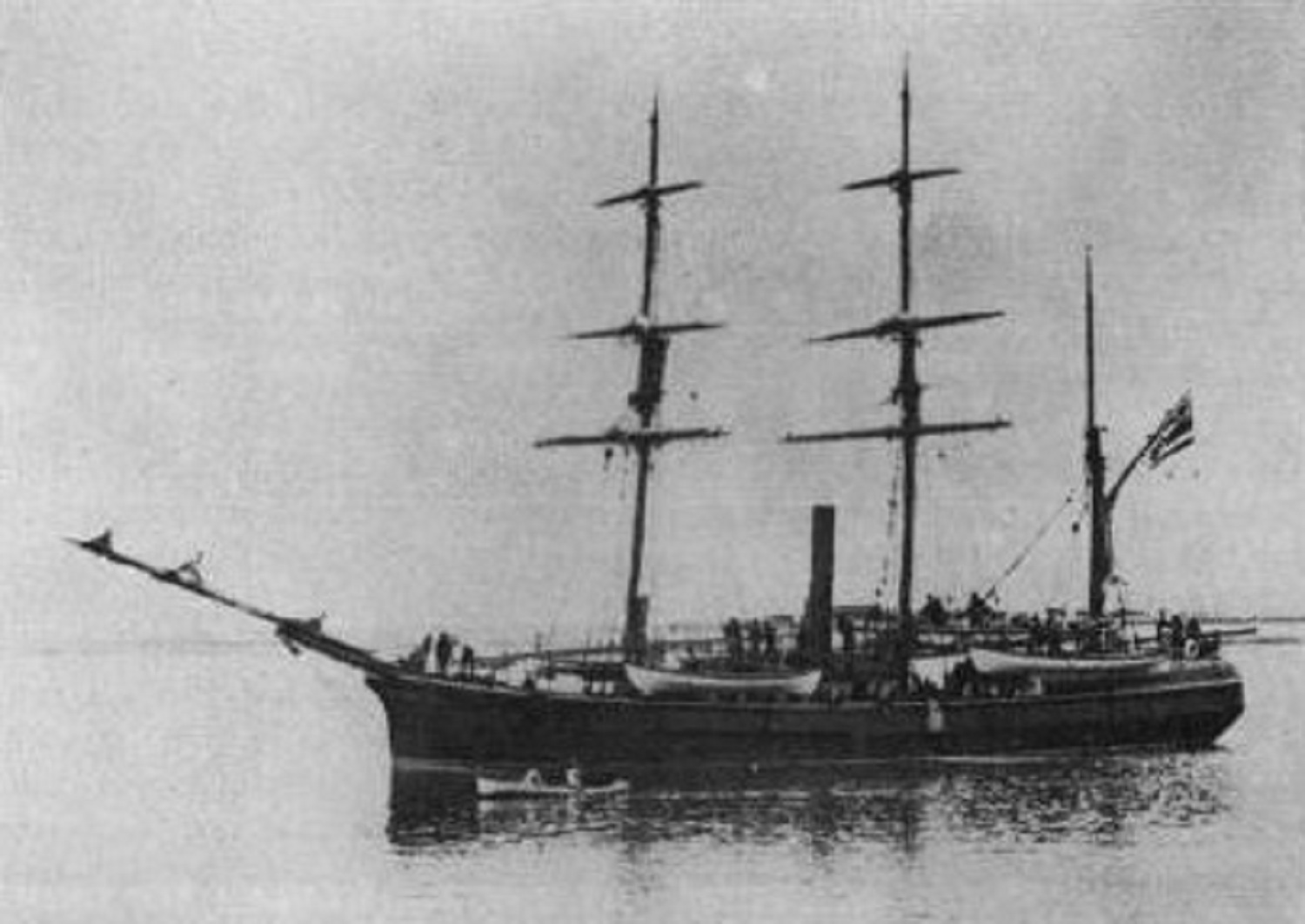
Канонерская лодка Kaimiloa в гавани Гонолулу
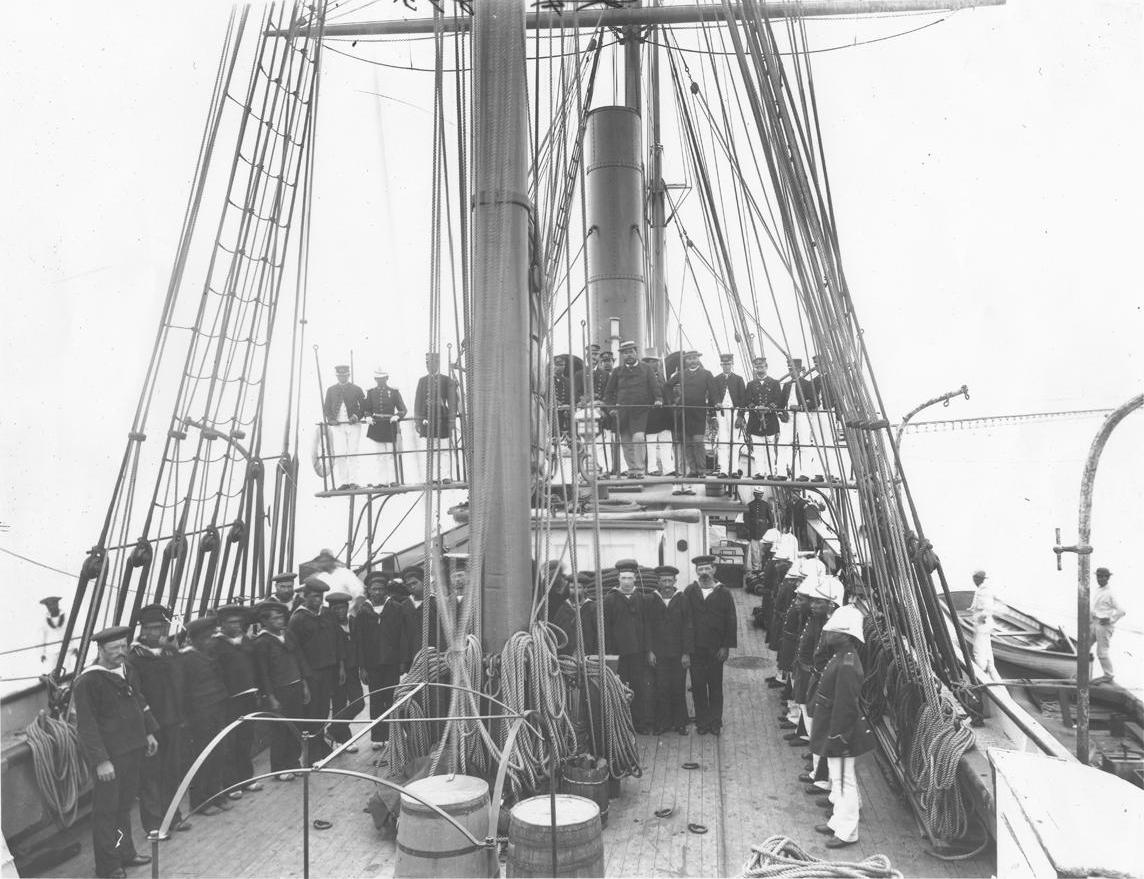
Канонерская лодка Kaimiloa на Самоа